# Andy Brickley
Andrew Brickley (Melrose, 9 agosto 1961) è un ex hockeista su ghiaccio statunitense, dal 2000 commentatore tecnico degli incontri dei Boston Bruins per il canale New England Sports Network.

## Carriera

### Club
Dopo aver giocato per tre stagioni presso l'Università del New Hampshire Brickley fu scelto dai Philadelphia Flyers al decimo giro dell'NHL Entry Draft 1980. Entrò nell'organizzazione dei Flyers a partire dalla stagione 1982-1983, esordendo in NHL il 10 marzo 1983 contro i Minnesota North Stars.
In diciotto stagioni da professionista ha disputato 402 incontri in NHL con le maglie degli stessi Flyers, dei Pittsburgh Penguins, dei New Jersey Devils, dei Boston Bruins e dei Winnipeg Jets. Nel corso della propria carriera poi giocato molto anche in American Hockey League (374 incontri) con i vari farm team delle franchigie della NHL: i Maine Mariners, gli Springfield Indians, i Baltimore Skipjacks, gli Utica Devils e i Moncton Hawks.
Nella International Hockey League ha giocato 134 incontri. In quest'ultima lega ha vinto per due volte consecutive il trofeo della Turner Cup, nel 1995 e nel 1996 con i Denver/Utah Grizzlies. Si è ritirato definitivamente nel 2000 dopo un breve periodo trascorso in AHL con la maglia dei Providence Bruins.

### Nazionale
A livello giovanile Brickley ha disputato un mondiale Under 20 nel 1982, mentre con il Team USA ha giocato il campionato mondiale 1992.

## Palmarès

### Club
- Turner Cup: 2

Denver: 1994-1995
Utah: 1995-1996

### Individuale
- AHL Second All-Star Team: 1

1982-1983
- NCAA ECAC First All-Star Team: 1

1981-1982
- NCAA East First All-American Team: 1

1981-1982